# Sigurd Ribbung
Sigurd Erlingsson, más conocido como Sigurd Ribbung (en nórdico antiguo: Sigurðr ribbungr, Sigurd el tosco; 1204-Oslo, 1226), fue un noble noruego, pretendiente al trono de Noruega por la facción ribbungene desde 1218 hasta su muerte, en oposición a Haakon IV.

## Biografía
Su padre era Erling Steinvegg, rey de los bagler, quien a su vez se declaraba hijo del rey Magnus V. Erling había combatido contra Inge II, rey de los birkebeiner. Aunque los bagler nunca lograron el control de todo el país, pudieron dominar desde 1204 la región de Viken, en el sureste noruego, con Oslo como su capital. A la muerte de Erling, Sigurd y su hermano fueron propuestos como los sucesores, pero la balanza se inclinó a favor de Felipe Simonsson. Cuando Felipe murió en 1217, el partido de los bagler se disolvió, y éstos reconocieron como su soberano al rey de los birkebeiner Haakon IV
Sin embargo, algunos miembros de los bagler se mostraron renuentes a claudicar y en 1218 se levantaron en armas contra Haakon IV. Fueron conocidos como los «ribbung» (los toscos o burdos). Este grupo se dio a la tarea de buscar a Sigurd —muy probablemente menor de edad— y nombrarlo su rey. Como líder de los ribbung, fue llamado Sigurd Ribbung. Su rebelión constituyó un problema para el nuevo régimen en el oriente de Noruega —zona que había sido tradicionalmente de dominio bagler—, y duraría varios años hasta que, en 1222 o 1223, Sigurd, voluntariamente, se rindió ante Skule Bårdsson, el comandante en jefe de las fuerzas del rey. Como prisionero de Skule, Sigurd estuvo presente en una reunión entre los hombres más poderosos de Noruega, celebrada en Bergen en 1223, que tenía como propósito llegar a un acuerdo sobre la designación del nuevo rey. Sigurd fue uno de los cuatro candidatos, pero la asamblea decidió ratificar en el trono al joven Haakon IV.
No mucho tiempo después, Sigurd escapó en Nidaros de la custodia de Skule Bårdsson, y regresó al fiordo de Oslo, donde encendió de nuevo su rebelión. El rey Haakon logró evitar que su insurrección se propagara, pero no pudo capturarlo. Sigurd murió en Oslo, en 1226, de causas naturales. Fue sucedido por Canuto Håkonsson al frente de los ribbung.

## Literatura
- Sturla Þórðarson; traducción al inglés de G.W. Dasent (1894, repr. 1964). The Saga of Hakon and a Fragment of the Saga of Magnus with Appendices. London (Rerum Britannicarum Medii Ævi Scriptores, vol.88.4).

- Datos: Q3130477